# بهترین‌ها (آلبوم آوریل لوین)
بهترین‌ها (انگلیسی: Greatest Hits) نخستین آلبوم بهترین‌ها از خواننده و ترانه‌پرداز کانادایی آوریل لوین است. این آلبوم در ۲۱ ژوئن ۲۰۲۴ توسط لگسی رکوردینگز منتشر شد. این آلبوم شامل بیست ترانه از زمان شروع کار لوین در سال ۲۰۰۲ است.

## جدول‌های موسیقی
| جدول (۲۰۲۴)                            | بالاترین جایگاه |
| -------------------------------------- | --------------- |
| آلبوم‌های استرالیایی (ای‌آرآی‌ای)         | ۶۱              |
| آلبوم‌های اتریشی (آلبوم‌های او۳)         | ۱۱              |
| آلبوم‌های بلژیکی (اولتراتاپ فلاندرز)    | ۹۵              |
| آلبوم‌های بلژیکی (اولتراتاپ والونیا)    | ۱۰۷             |
| آلبوم‌های کانادایی (بیلبورد)            | ۵۹              |
| آلبوم‌های فرانسوی (اس‌ان‌ئی‌پی)            | ۸۷              |
| آلبوم‌های آلمانی (۱۰۰ آلبوم برتر رسمی)  | ۲۱              |
| آلبوم‌های فیزیوی مجارستانی (ماهاساز)    | ۱۲              |
| آلبوم‌های ایتالیایی (اف‌آی‌ام‌آی)          | ۶۴              |
| آلبوم‌های ژاپنی (اوریکون)               | ۷               |
| آلبوم‌های ترکیبی ژاپنی (اوریکون)        | ۱۲              |
| آلبوم‌های داغ ژاپنی (بیلبورد ژاپن)      | ۷               |
| آلبوم‌های نیوزیلند (آرام‌ان‌زی)           | ۳۹              |
| آلبوم‌های پرتغالی (ای‌اف‌پی)              | ۳۵              |
| آلبوم‌های اسکاتلندی (شرکت جدول‌های رسمی) | ۸               |
| آلبوم‌های اسپانیایی (پروموزیکای)        | ۹۱              |
| آلبوم‌های سوئیسی (جدول موسیقی سوئیس)    | ۴۷              |
| آلبوم‌های بریتانیا (شرکت جدول‌های رسمی)  | ۳۳              |
| بیلبورد ۲۰۰ ایالات متحده               | ۷۶              |

| جدول (۲۰۲۴)              | جایگاه |
| ------------------------ | ------ |
| آلبوم‌های ژاپنی (اوریکون) | ۳۲     |

## تاریخچه انتشار
| منطقه | تاریخ        | فرمت‌ها                                | ناشر | منابع  |
| ----- | ------------ | ------------------------------------- | ---- | ------ |
| مختلف | ۲۱ ژوئن ۲۰۲۴ | سی‌دی دانلود دیجیتال استریم وینیل ال‌پی | لگسی | [ ۲۳ ] |